# SafeSearch
SafeSearch ist eine Filtertechnik, die Webseiten mit sexuellem Inhalt, der nach US-amerikanischem Recht nicht jugendfrei ist, aus den Ergebnissen von Suchmaschinen ausschließt. Sie wurde erstmals vom US-amerikanischen Unternehmen Google angewandt.

## Anwendung
SafeSearch wird für gewöhnlich eingesetzt, um zu verhindern, dass Kinder unbeabsichtigt auf nicht jugendfreie Internetseiten gelangen. Die Konfiguration der Suchdienste erfolgt bei Anmeldung mit einem Benutzernamen oder durch die Speicherung der Einstellungen in einem Cookie. SafeSearch filtert die Ergebnisse nach amerikanischen Maßstäben, was zur Folge hat, dass auch Ergebnisse, die nach deutschem Recht nicht jugendgefährdend sind (z. B. Nacktheit) herausgefiltert werden, während Ergebnisse, die nach deutschem Recht nicht jugendfrei (z. B. Gewalt) oder sogar strafbar (z. B. Holocaustleugnung) sind, trotzdem angezeigt werden.

## Suchmaschinen und Webseiten
Mittlerweile bieten nicht nur Google und Yahoo diesen Dienst an, sondern auch Microsofts Suchmaschine Bing. Daneben gibt es Suchportale, welche dieselbe Funktionsweise in Form einer benutzerdefinierten Google-Suche anbieten. Dies bedeutet, dass die Suche hier zwar über die Google-Datenbank erfolgt, durch den Zugriff über das genannte Portal jedoch der SafeSearch-Modus für die Suche voreingestellt ist, ohne dass der Benutzer diese Einstellung selbst vornehmen muss, oder diese Information in einem Cookie auf dem eigenen Computer gespeichert wird.

## Verpflichtende Nutzung
Am 12. Dezember 2012 entfernte Google auf seinen englischsprachigen Suchseiten die Möglichkeit, SafeSearch für normale Suchen ganz auszuschalten (auf Google.com und .uk). Als sexuell explizit eingestufte Inhalte (dies schließt alle Nacktbilder ein) werden jetzt auch bei ausgeschaltetem SafeSearch nur noch dann angezeigt, wenn auch mit sexuell expliziten Suchbegriffen gesucht wurde.

## Geschichte
SafeSearch wurde ursprünglich von Matt Cutts entwickelt.